# Zoo de Landau in der Pfalz
Le zoo de Landau in der Pfalz est un parc zoologique situé en Allemagne. Membre de l'Association européenne des zoos et aquariums (EAZA), ainsi que de l'Association mondiale des zoos et aquariums (WAZA), le zoo a été créée en 1904 et regroupe plus de 500 animaux sur quatre hectares tel le Tigre de Sibérie, le chimpanzé ou la cigogne d'Abdim.